# Tournoi britannique de rugby à XV 1884
Navigation
Tournoi 1882-1883 Tournoi 1885
Cette deuxième édition du tournoi britannique de rugby à XV 1884 a lieu du 5 janvier au 12 avril 1884. C'est le premier tournoi dont les six rencontres sont toutes jouées. Elle est remportée par l'Angleterre qui gagne tous ses matches et obtient ce que l'on nommera une Triple Couronne (Triple Crown en anglais) à partir de 1894.

## Classement
Classement officiel du tournoi britannique 1884 :
| Rang | Nation         | J | V | N | D | Em | Ee | Pm | Pe | Diff | Pts |
| ---- | -------------- | - | - | - | - | -- | -- | -- | -- | ---- | --- |
| 1    | Angleterre (T) | 3 | 3 | 0 | 0 | 5  | 2  | 3  | 1  | +2   | 6   |
| 2    | Écosse         | 3 | 2 | 0 | 1 | 6  | 2  | 3  | 1  | +2   | 4   |
| 3    | Pays de Galles | 3 | 1 | 0 | 2 | 4  | 4  | 2  | 2  | 0    | 2   |
| 4    | Irlande        | 3 | 0 | 0 | 3 | 1  | 8  | 0  | 4  | -4   | 0   |

|  | Vainqueure du tournoi 1884 |
|  | T : tenante du titre 1883. |

- Attribution des points de classement Pts : deux point pour une victoire, un pour un match nul, rien en cas de défaite.
- Règles de classement : 1. points de classement ; 2. titre partagé.
- Meilleure attaque : Angleterre et Écosse en termes de points ; Écosse en termes d'essais.
- Meilleure défense : Écosse et Angleterre.

## Résultats
Pour la première fois, il est décidé cette année d'attribuer des points pour départager clairement les équipes et déterminer sans ambiguïté les vainqueurs. Le barème est donc qu'un point est attribué pour soit : 
- un drop ;
- un but après marque ;
- un « but », tentative avec ballon placé qui suit ce qui aujourd'hui est un essai (e) et s'appelle une transformation (t).

Le vainqueur est celui qui marque le plus de buts des trois manières ci-dessus mentionnées, et les essais ne servent qu'à départager les équipes en cas d'égalité.
| 5 janvier 1884 Cardigan Fields (Leeds)            | Angleterre     | (3e,1t) 1 - 1 (1e,1t) | Pays de Galles |
| 12 janvier 1884 Rodney Parade (Newport)           | Pays de Galles | (0e,0t) 0 - 1 (1e,1t) | Écosse         |
| 4 février 1884 Lansdowne Road (Dublin)            | Irlande        | (0e,0t) 0 - 1 (1e,1t) | Angleterre     |
| 16 février 1884 Raeburn Place (Édimbourg)         | Écosse         | (4e,2t) 2 - 0 (1e)    | Irlande        |
| 1er mars 1884 Rectory Field, Blackheath (Londres) | Angleterre     | (1e,1t) 1 - 0 (1e)    | Écosse         |
| 12 avril 1884 Arms Park (Cardiff)                 | Pays de Galles | (3e,1t) 1 - 0 (0e)    | Irlande        |

Remarques
- Pour ce dernier match Galles-Irlande, il s'est trouvé que deux Irlandais manquent au début de la rencontre. Pour permettre qu'elle ait lieu, deux Gallois non capés sont mis à la disposition des Irlandais et jouent la partie dans le XV du Trèfle !
- Quant au match Angleterre-Écosse, l'essai anglais est contesté par les Écossais qui ne parviennent pas à le faire annuler. Cet incident est à l'origine de l'idée d'instituer un organisme international chargé de gérer entre autres ce type de conflit.

## Les matches

### Angleterre - pays de Galles
| Samedi 5 janvier 1884 | Angleterre Capitaine : T Gurdon                                       | 1 - 1 | Pays de Galles Capitaine : Newman            | Cardigan Fields, Leeds 2 000 spectateurs Arbitre : J Gardner |
| Samedi 5 janvier 1884 | Essai(s) : 3 Rotherham, Twyman, Wade Transformation(s) : 1/3 W Bolton |       | Essai(s) : C Allen Transformation(s) : Lewis | Cardigan Fields, Leeds 2 000 spectateurs Arbitre : J Gardner |
| Samedi 5 janvier 1884 |                                                                       |       |                                              | Cardigan Fields, Leeds 2 000 spectateurs Arbitre : J Gardner |

### Pays de Galles - Écosse
| Samedi 12 janvier 1884 | Pays de Galles Capitaine : Newman | 0 - 1                                  | Écosse Capitaine : Maclagan | Rodney Parade, Newport 2 000 spectateurs Arbitre : J McLaren assisté de R Mullock et de J Gardener |
| Samedi 12 janvier 1884 |                                   | Essai(s) : T Ainslie Drop(s) : A Asher |                             | Rodney Parade, Newport 2 000 spectateurs Arbitre : J McLaren assisté de R Mullock et de J Gardener |
| Samedi 12 janvier 1884 |                                   |                                        |                             | Rodney Parade, Newport 2 000 spectateurs Arbitre : J McLaren assisté de R Mullock et de J Gardener |

### Irlande - Angleterre
| Lundi 4 février 1884 | Irlande Capitaine : J McDonald | 0 - 1                                            | Angleterre Capitaine : T Gurdon | Lansdowne Road, Dublin Arbitre : J Laing |
| Lundi 4 février 1884 |                                | Essai(s) : C Sample Transformation(s) : W Bolton |                                 | Lansdowne Road, Dublin Arbitre : J Laing |
| Lundi 4 février 1884 |                                |                                                  |                                 | Lansdowne Road, Dublin Arbitre : J Laing |

### Écosse - Irlande
| Samedi 16 février 1884 | Écosse Capitaine : Maclagan                                                             | 2 - 0 | Irlande Capitaine : J McDonald | Raeburn Place, Édimbourg 6 000 spectateurs Arbitre : G Rowland Hill |
| Samedi 16 février 1884 | Essai(s) : 4 W Peterkin, J Tod, A Don-Wauchope, A Asher Transformation(s) : 2/4 C Berry |       | Essai(s) : L McIntosh          | Raeburn Place, Édimbourg 6 000 spectateurs Arbitre : G Rowland Hill |
| Samedi 16 février 1884 |                                                                                         |       |                                | Raeburn Place, Édimbourg 6 000 spectateurs Arbitre : G Rowland Hill |

### Angleterre - Écosse
| Samedi 1er mars 1884 | Angleterre Capitaine : T Gurdon                      | 1 - 0 | Écosse Capitaine : Maclagan | Rectory Field, Blackheath 8 000 spectateurs Arbitre : G Scriven |
| Samedi 1er mars 1884 | Essai(s) : R Kindersley Transformation(s) : W Bolton |       | Essai(s) : J Jamieson       | Rectory Field, Blackheath 8 000 spectateurs Arbitre : G Scriven |
| Samedi 1er mars 1884 |                                                      |       |                             | Rectory Field, Blackheath 8 000 spectateurs Arbitre : G Scriven |

### Pays de Galles - Irlande
Le jour du match, deux joueurs irlandais manquent. Pour que la rencontre puisse néanmoins se tenir, deux joueurs gallois non capés — Ch Jordan et H McDaniel — sont mis à la disposition de l'équipe d'Irlande pour compléter son effectif.
| Samedi 12 avril 1884 | Pays de Galles Capitaine : J Simpson | 1 - 0 | Irlande Capitaine : D Moore | Arms Park, Cardiff Arbitre : n.c. |
| Samedi 12 avril 1884 | Drop(s) : Stadden                    |       |                             | Arms Park, Cardiff Arbitre : n.c. |
| Samedi 12 avril 1884 |                                      |       |                             | Arms Park, Cardiff Arbitre : n.c. |